# 絢爛舞踏祭
『絢爛舞踏祭』（けんらんぶとうさい）は、ソニー・コンピュータエンタテインメントから2005年7月7日に発売されたコンピュータゲームのタイトル。ジャンルは基本的にはシミュレーションに属し、企画アルファ・システム、開発プロキオン、ゲームデザインは芝村裕吏（開発開始時点ではアルファ・システム、完成時にはBEC所属）。
2004年にこのゲームの設定を原作としてTVアニメ『絢爛舞踏祭 ザ・マーズ・デイブレイク』が放送された。
アルファ・システムが企画、開発を担当した『高機動幻想ガンパレード・マーチ』（以下『GPM』）のシステム的続編と言える。また、アルファ・システムの「無名世界観」に基づいた設定を持つため、一部キャラクターが継続して登場している。

## 概略
「今までにない、全く新しいゲーム」を触れ込みに宣伝活動が行われた。
本作におけるプレイヤーの最終目的は、「火星及び太陽系と周辺星域における今後100年間の平和」の可能性を揺るぎ無いものとすることである。期限はゲーム内の時間で3年間。現時点での可能性がどの程度であるかは「夜明けの船」のメインコンピュータに問い合わせることでいつでもシミュレートすることができ、これまでの戦闘結果や現在の社会情勢、乗員同士の友好度などから判定される。達成のための条件はひとつではなく、例えば全ての勢力に対して政治的な解決を試みる方法もあれば、逆に戦闘を繰り返して全ての勢力の軍事力を根絶する方法を採ることもできる。しかし、好きなときに好きなだけペナルティなく判定が行えることや、達成のための道程が漠然としすぎていることから、この目標のみを追い求めるのではなく、TVCMや雑誌広告で提示されていたように、また前作『GPM』がそうであったように、プレイヤーが自ら楽しみ方を探し出すことが、本来の設計思想により近い遊び方であるという見方が一般的である。
本作におけるプレイヤーは、ゲームに偽装したプログラム「OVERS-System」を介して間接的にゲーム内の世界に干渉しているという設定があり、これは統一世界観構想に基づくゲーム全般における共通設定である。

## 舞台設定
舞台は23世紀の火星。21世紀半ばに突如起こった気象異変により、この世界の火星は地表のほぼ全てが水で覆われた惑星となった。そして22世紀、人々は未だ不安定な大気中を避け、「都市船」と呼ばれる巨大な都市型潜水艦を海中へ多数投下することで火星への入植に成功。更に23世紀初頭、太陽系外縁にて異星人「ネーバルウィッチ」と太陽系総軍との戦争が勃発し、軍需物資(兵器の推進剤)としての水資源が豊富な火星には戦争特需がもたらされた。しかし23世紀半ばには休戦協定が結ばれ、特需の終焉と大量の復員（=失業者)によって火星経済は一転、未曾有の大不況を迎えることとなる。地球政府は戦争によらない経済の成立を目指し、異星人との融和政策を図る一方で反体制派を激しく弾圧するが、不景気と圧政との板挟みとなった火星では地球からの独立を求める機運が高まり、やがて革命派武装組織「火星独立軍」が発足。2252年現在、火星は「太陽系の火薬庫」と称されるほどの不安定な政治状態にあり、独立軍と治安維持部隊との内戦が続いている。

## システム
プレイヤーは潜水艦「夜明けの船」の中で自由に行動し、最大で36名に及ぶ他の乗員NPCとの交流を行ったり、訓練や仕事を行いながら、日々を過ごして行く。夜明けの船は常に火星の海を航行しているため、船外に出ることが出来るのは火星都市である都市船に入港した時以外ほとんどない。
また、潜水艦という環境上、物資は有限であり、定期的に都市船での補給を行わなければ、物資不足により艦内の環境は悪化していく。
都市船には産業や人口、政権への支持状態等様々なステータスが設定されており、情勢や夜明けの船の行動等によって常に状態を変化させて行く。場合によっては暴動やテロ、外部勢力の介入、不況等によって劇的に人口を減らしてしまうケースもある。
また、プレイヤーが一旦ゲームを中断した場合でも再開時には、不在であった現実の時間から計算された一定のゲーム内時間が経過してしまう。この際にも戦闘を含む各種のゲーム進行が起こっているため、不在中に乗員NPCらが死傷したり、船が窮地に陥っているケースもある。

## 戦闘
戦闘が発生すると、戦闘部署についている者は戦闘に参加し、それ以外の非戦闘員は船内待機となる。戦闘結果によっては、船体が損傷したことにより火災が発生したり、隔壁が降りて閉じ込められたりするなどして、非戦闘員でも死亡してしまうこともある。また、戦闘員であっても戦闘参加のためには実際にハンガーで機体に搭乗したりといった手順を踏む必要があり、行動が遅れた（もしくはしなかった）場合でも戦闘はプレイヤー不在のままリアルタイムで進行していく。
戦闘は、トポロジーと呼ばれる独特の戦闘システムを取っており、自機と敵機の位置が三角形のグラフで表示される。三角形の形を合わせるように移動コマンドを入力していけば敵に近づき、攻撃を行うことが出来るようになる。RBであれ、夜明けの船であれ、近接攻撃が最も攻撃力が高いが、ある程度の射程を持つ魚雷や、敵の移動を阻害するように機雷を撒く、といった行動もできる。
また、艦長等一部の職についている場合は夜明けの船を操作して戦闘に参加することになるが、移動を担当する操舵手や攻撃担当の水雷手等役割が分かれている他、予め魚雷や機雷の装填が必要であるなど、自由に行動するにはチームワークが必要不可欠となっている。
敵は一定条件で降伏したり、近接攻撃を用いる事で撃破せず拿捕することも出来る。敵艦を拿捕した場合、臨検として戦闘後に物資を奪うことも可能である。捕虜にした敵兵は、都市船に入港した際に解放することが出来る。
物語の開始時点で、夜明けの船は反乱軍として地球軍から狙われており、地球軍との戦いがメインとなるが、情勢の変化によっては異星人勢力などが参戦してくる場合もある。また、自分たちから民間商船を襲撃して、海賊行為を働くことも出来る。

## 登場キャラクター
プレイヤーキャラクター
デフォルト名は「希望の戦士」。地球軍の捕虜として“夜明けの船”に保護されそのまま乗員となった、ということになっている人物。一部乗員しか知らないが、その正体はOVERS-Systemを経由してプレイヤーが操作する人型BALLS。1周目の初期部署はRBパイロット。
ソウイチロー・ヤガミ
プレイヤーを“夜明けの船”に導いた人物。裏では“アリアン”という名を名乗り火星独立軍指導者として活動している（アニメではヤガミ・アリアンという名前でありモロバレしている）。『GPM』で岩田裕へと介入していた人物の正体で、ソウイチロー・ヤガミとしての体はプレイヤー同様人型BALLS。1周目での初期部署は飛行長。元アルファ・システム社員、矢上総一郎がモデルになっている。
アキリーズ・ボーランドウッド
通称アキ。1周目での初期部署は陸戦隊。
ナイアル・ポー教授
武器を持たない戦士。火星独立軍の思想的指導者。1周目での初期部署は政治家。
エリザベス・リアティ
「夜明けの船」艦長。元宇宙総軍大佐。英系の名前だがスラブ系らしい。1周目での初期部署は艦長。
アイアン・ソブリン
元軍人のマフィア。顔は怖いが本当はいい人。1周目での初期部署は操舵手。
MPK4501
機械生命体である第5異星人“F”の戦争捕虜。現在は“夜明けの船”にクルーとして乗り込む。機械ゆえに人間の感情を理解できない。1周目での初期部署は機関長。
BL（ブラック・レイディ）
第3異星人“光国人”の女性。セプテントリオンと呼ばれる組織の一員。実は『GPM』のヨーコ・小杉と同一人物。
スイトピー・アキメネス・シンフォリカルプス
元々は火星の名家の出身だが両親が暗殺され復讐のために火星独立軍に参加する。ゴスロリの服を着たお嬢様だが、見かけによらず戦闘、政治能力は高い。
エステル・エイン艦氏族・アストラーダ
第2異星人“ネーバルウィッチ（海軍魔女艦隊）”出身の少女。見た目は12歳だが本当は140歳。
ジョージ・タフト
地球大統領。元太陽系宇宙軍出身。
エノラ・タフト
ジョージ・タフトの孫娘。コンピュータに明るく、また異種族への偏見を持たない。
ネリ・オマル
オロイという息子がいるシングルマザー。1周目での初期部署は整備一班。
メイ・カイロン
艦の副長。条約や法律に詳しいが実務経験が足りない。1周目での初期部署は副長。
リン・ハックマン
フリージャーナリスト。ジャーナリストとして、双方の言い分を聞くべきと“夜明けの船”に接触する。実は元女性。
ポイポイダー
バンドウイルカ知類。元宇宙軍所属の軍人で、陸上では人型の四肢が付いたスーツを着て活動する。前職は水族館の飼育係兼イルカだった。1周目での初期部署は航海長。
知恵者（ちえしゃ）
深い知識と記憶、洞察力を持り素晴らしい分析力を持つ男。その物言いが非常に毒を含む。数々のRBの設計を行った。芝村裕吏がモデルになっているらしい。
S・TAGAMI
この世界に存在しないはずのテレパス能力を持つ女性。この世界のどこかにいる亭主を探している。『幻世虚構・精霊機導弾』のTAGAMI、『式神の城』の隠しキャラクター????と同一人物。
ヘイハチロー・ノギ少将
太陽系総軍少将。非常に有能な人物で火星独立軍最強の敵だが、火星独立軍の考えにも理解を示す公平な人物。ニャンコポンの息子。
イカナ・イカン
たった一株しかいない第4異星人。自己繁殖が出来る。見た目タコなのに名前はイカ。料理名と味でコミュニケーションを取る。1周目での初期部署は水雷手。
カオリ・サザーランド
250年間冷凍睡眠していた少女でゲーム開始時の年齢は267歳。『GPM』の田代香織と同一人物。1周目での初期部署は陸戦隊。
サーラ・シェーシャ
学歴はあるが語尾伸ばし系のお姉さん。1周目での初期部署は軍医長。
クリサリス・ミルヒ
『GPM』の来須銀河と同一人物。帽子を被るスタイルに変化はないが、特殊メイクで老けている様に見せている。
東原恵
『GPM』の東原ののみの姉。『GPM』でののみタイプというキャラクター名で登場する人物と同一人物。クリサリス・ミルヒに育てられた模様。
セラ
太陽系総軍のスパイ。美人で無能。現に何の能力も持たない。夜明けの船クルーの中で唯一絢爛舞踏ではない。実は『GPM』の悠木映と同一人物。
カール・ドランジ大尉
ドイツ系。地球軍大尉。有能な軍人だが上司と折り合いがあわないことが多く閑職に回されることが多い。先祖の遺言から火星に来る。彼もカトーと同じで『GPM』の滝川陽平と石津萌を先祖に持つ。
ミズキ・ミズヤ
日記を毎日つけている少女。少々不思議系。1周目での初期部署は水測士。
アンナ・グレース
火星傀儡政権主席。アキとは元恋人同士だった。
クララ・ド・シラヌ
猫知類。通称猫先生。1周目での初期部署は甲板長。
グランパ
この時代、地球圏のありとあらゆる場所に存在するようになった球形ロボット知類「BALLS」の、12機作られた第1世代モデルのうちの1機。1周目での初期部署は掌帆長。
小カトー・タキガワ
父親は『GPM』の滝川陽平と石津萌の間に生まれた子の子孫であり、母親は加藤祭と狩谷夏樹の間に生まれた子の子孫でもある。見た目や性格は滝川によく似ている。髪の色がピンクなのは先祖代々続いた伝統で、いつか現れるクラスメイト（『GPM』のプレイヤー）がすぐ分かるように、と染めている。この伝統にはもう一つあり、車椅子で生活する、というものもある。先祖（滝川陽平）からの伝言により火星に来る。1周目での初期部署はRBパイロット。彼の父は大カトー・タキガワ（ドランジと同じで滝川と石津の子孫）。
マイケル・コンコード
火星先住民。肌が赤い。恋をすると相手の性別に合わせて自分の性別が変わってしまう特性がある。
ハリー・オコーネル
元太陽系総軍中佐。優秀な軍人であり、非常に厳格な人物。夜明けの船にはマイケルを連れて参加する。愛読書は「葉隠」。
サウド・モハメッド・アル・サウード
元太陽系総軍所属の軍人。アラビア系。投資が趣味で、儲けの多くは寄付している。1周目での初期部署は水測長。
ニャメ・ナナ・ニャンコポン
本名チョウ・ノギ。遺伝子治療とサイボーグ化で日々若返りを目論んでいる。母親としては限度を超えて最低。1周目での初期部署は機関員。『式神の城』のふみこと同一人物。
オーキ・マイト
プレイヤーと同じ世界の人間・世界移動存在。7つの世界で最強になる可能性を持つ。ある人物を探している。アルファシステムホームページ内小説の登場キャラクター。本来は名前を大木妹人と書く。
コムラ・イイコ
マイトの同級生。プレイヤーと同じ世界の人間・世界移動存在。7つの世界で最もいい女になる可能性を持つ。ある人物を探している。オーキ・マイト同様アルファシステムホームページ内小説の登場キャラクター。本来は名前を小村佳々子と書く。
ネットレース MAKI
プログラム知類。夜明けの船のメインコンピューター。処理能力の一部をBALLSに依存しているため、BALLSたちの集合意識の代弁者という側面も持つ。

## 登場兵器

### シールドシップ
艦首に搭載した大型の絶対物理防壁発生装置によって水の抵抗を切り離し、ハイドロジェットによって超高速（最高速度700km/h以上）で航行することのできる潜水艦。この防壁はあらゆる攻撃を防ぐ盾であると共に、強力な近接攻撃の手段でもあるが、あらゆる物理的要素を完全に遮断するが故に、高速移動中はほぼ索敵ができない。また、防壁が前方に展開される関係上、その他の兵装は全て側面に装備されている。
夜明けの船
火星独立軍唯一にして最大の戦力。外見は旧式だが、内部は最新鋭の装備が整えられている。プレイヤーはこの船に搭乗し、火星の海を戦い抜くこととなる。

### RB（ラウンド・バックラー）
円形の小型シールドを発生させる絶対物理防壁発生装置を両腕に搭載した人型兵器。名称はそこからとられている。高機動力を備えた小型のシールドシップというコンセプトの下、元来固定式だった絶対物理防壁を可動させ、抵抗率を可変とすることで方向転換を容易にし、またそれに伴う機体の露出を防ぐための可変機構が求められた結果、かつて宇宙戦争で使われた人型兵器が開発に流用されることとなった（その他省コスト等も大きな理由）。航空機・潜水艦・あらゆる陸上兵器を上回る機動性と戦闘力を誇る「天地と海で最強の機動兵器」だが、絶対物理防壁の展開には多大な電力を必要とするため、実用稼働時間は2時間と極端に短い。また、現行機の大半は無人機であり、旧式である有人機は数えるほどしか存在しない。夜明けの船に搭載されている4機のRBはすべて有人機。
希望号
小カトー・タキガワが地球から運んできた機体。機体には2251年(ゲーム開始時の前年)製造と書かれているが、滝川家の家宝として先祖代々受け継がれてきたもので、年代測定を行うと250年前頃に製造という結果が出る。
士翼号
夜明けの船に搭載されているRB。この世界ではBALLSによる異常な生産力により資本主義は崩壊しており、価格は100円となっている。旧式機だが、ヤガミの手により純度の高い部品が調達されているため、現用機と比べても遜色のない性能を持っている。

## 開発
芝村裕吏は公式ページ内のインタビューにて、SCEの永野という人物から「『GPM』は失敗だったが、あのようなゲームに可能性を感じているので作ってほしい」という依頼が寄せられたのがきっかけであり、自分も同じ考えだったので引き受けたまでと語っている。

## 関連作品
ドラマCD
- 絢爛舞踏祭 オリジナルドラマ1 武勇号DISC
- 絢爛舞踏祭 オリジナルドラマ2 希望号DISC
- 絢爛舞踏祭 オリジナルドラマ3 慈愛号DISC
- 絢爛舞踏祭 SPECIAL DRAMA CM 宣伝号DISC

## 反響
ゲーム専門ニュースサイト 「Game*Spark」副編集長のキーボード打海によると、発売当時のゲーマーコミュニティの間での評判は低く、『ガンパレード・マーチ』や『式神の城』といった「無名世界観」に依存しすぎていた点も問題視されていた。このことから、打海はカルト作品にはなれたけど『ガンパレ』のような人気作にはなれなかったと述べている。

## 評価
「Game*Spark」のキーボード打海は、本作における人間関係システムを唯一無二だと評価し、SF設定もリアルながらハードすぎなくてよいと評価している。
その一方で、打海は特定の条件下におけるAIの挙動の悪さを指摘したほか、プレイヤーの期待を裏切る「システムの欠如」や動線の不足はソフトウェアとして致命的だと指摘している。